# Holographie
L'holographie est un procédé d'enregistrement de la phase et de l'amplitude de l'onde diffractée par un objet. Ce procédé d'enregistrement permet de restituer ultérieurement une image en trois dimensions de l'objet. Ceci est réalisé en utilisant les propriétés de la lumière cohérente issue des lasers. Le mot « holographie » vient du grec holos (« en entier ») et graphein (« écrire »). Holographie signifie donc « tout représenter ».
Le principe de l'holographie a été découvert par un Hongrois, Dénes Gábor, en 1948 alors qu'il travaillait à l'amélioration de microscopes électroniques dans la compagnie Thomson-Houston à Rugby en Angleterre. Une source cohérente est utilisée pour interférer avec le rayonnement diffracté par un « objet ». Cette interférence est soit enregistrée pour donner un hologramme, soit modifiée par une lentille qui, en donnant une transformée de Fourier, forme une « image 3D » de l'objet.
On produit un hologramme en éclairant un objet par une source de lumière cohérente (laser) et en enregistrant sur une surface sensible (par exemple, une plaque photographique) les franges d’interférences obtenues en combinant l’onde émise par la source laser (onde de référence) et l’onde réfléchie par l’objet. Lors de la « restitution » de l’image holographique, l’hologramme est éclairé par un laser (voire par une lumière non cohérente) et il agit alors comme un réseau de diffraction pour former une image en relief de l’objet initial. Un avantage de cette technique est que chaque morceau d’hologramme peut restituer la même image que l’hologramme entier vu sous un certain angle, netteté mise à part, même si l’on a cassé la plaque. Au lieu d’être produit à partir d’un objet réel, un hologramme peut être aussi calculé par un ordinateur à partir d’une image de synthèse en 3D.
Il a fallu attendre la mise au point des lasers dans les années 1960 pour que son application avec des ondes optiques soit menée, parallèlement aux États-Unis et en Union soviétique.
Les Américains Juris Upatnieks et Emmett Leith publient une série de documents techniques de 1962 à 1964, année où ils présentent les premiers hologrammes tridimensionnels aux États-Unis.

## Principe
Lorsqu'on photographie un objet de façon classique, on enregistre sur une surface sensible la luminosité des différents points de cet objet. Autrement dit, seule la puissance par unité de surface des ondes lumineuses émises par cet objet est prise en compte.
On ne peut pas enregistrer la phase de la lumière. Aucune surface sensible (rétine, plaque photographique, capteur à semi-conducteur, etc.) n'est sensible à la phase. Dans un hologramme, on contourne cette difficulté en faisant interférer la lumière venant de la scène avec un faisceau de référence de lumière cohérente. De cette manière, ce que l'on enregistre sur la plaque photographique est une image interférométrique formée par des zones plus ou moins lumineuses. Les zones les plus lumineuses seront celles dans lesquelles la lumière venant de la scène et celle du faisceau de référence sont en phase. Cette luminosité dépendra aussi de l'amplitude de la lumière venant de la scène. 
L'hologramme ainsi enregistré et traité sera lu en l'éclairant avec un faisceau de lumière monochromatique similaire à celui utilisé comme référence. L'hologramme laissera passer plus de lumière aux endroits où l'amplitude de la lumière venant de la scène était plus grande et surtout là où la phase de cette lumière était proche de celle du faisceau de référence. L'hologramme n'enregistre pas la phase de la lumière (c'est impossible), mais il enregistre les endroits où la phase « était la bonne ». Ainsi, lors de la lecture, la phase de la lumière qui sort de l'hologramme n'est pas identique à la phase de la lumière qu'il a enregistrée, mais elle est suffisamment proche pour que cette information de phase permette de restituer la profondeur de l'objet et de recréer l'image réelle (au sens optique) de la scène.
L'aspect d'un hologramme est celui d'une pellicule grise plus ou moins uniforme. Les détails sont pratiquement invisibles car ils sont de dimensions comparables à la longueur d'onde de la lumière (un demi-micromètre pour le vert).

## Enregistrement d'un hologramme (sur plaque photographique ou avec un ordinateur)

Écriture d'un hologramme.

Pour enregistrer un hologramme, il faut parvenir à coder sur un support l'amplitude et la phase de la lumière issue de l'objet considéré. 

Pour cela, en 1948, Dennis Gabor, avec des faisceaux servant à la microscopie électronique, fait interférer deux faisceaux cohérents sur une plaque photographique. Le premier faisceau, appelé « onde de référence », est envoyé directement sur la plaque. Le second, appelé « onde objet », est envoyé sur l'objet à photographier, qui diffuse cette lumière en direction de la plaque photographique. La figure d'interférences ainsi formée contient toutes les informations concernant l'amplitude et la phase de l'onde objet, c'est-à-dire la forme et la position de l'objet dans l'espace.
Puisqu'il fait intervenir un phénomène d'interférences, l'enregistrement holographique n'est possible que si la lumière utilisée est cohérente, c'est-à-dire :
- monochromatique (cohérence temporelle)
- en phase (cohérence temporelle)
- directive (cohérence spatiale)

La seule source de lumière visible qui réponde à ces exigences est le laser à partir des années 1960.
Les hologrammes par ordinateur (infographie) sont mentionnés depuis 1973 (IBM Systems Journal). Et à intervalles irréguliers ensuite, la création expérimentale d'un réseau calculé à partir d'un modèle numérique de l'image à obtenir. 
Mais cette opération était lente et ne permettait donc pas d'interaction en temps réel. 

Cependant, en 2009 dans le partenariat du CEA historique, avec le LETI et la Soitec tous deux à Grenoble, cela fut possible ; et cela a bouleversé le domaine de la numérisation des images donc des hologrammes.

## Lecture optique de l'hologramme

Lecture d'un hologramme.

Après développement de la plaque photographique, on éclaire celle-ci avec l'onde de référence. En pratique il peut s'agir du laser utilisé lors de l'enregistrement, éclairant la plaque avec le même angle d'incidence. L'onde restituée par la plaque est alors une onde identique à l'onde objet, avec la même amplitude et la même phase que lors de l'enregistrement. En regardant un hologramme, nous avons vraiment l'impression que l'objet se situe devant nous. Cependant les couleurs ne sont généralement pas restituées, à cause de l'utilisation d'une source laser monochromatique.
Certains hologrammes peuvent aussi être regardés avec une lumière non cohérente : la profondeur de l'image bien restituée est d'autant plus grande que cette lumière incidente est plus directive et plus monochromatique. Des hologrammes pas trop profonds sont ainsi très convenablement restitués quand ils sont directement exposés à la lumière du soleil, directive seulement à un demi-degré près et pas du tout monochromatique.

## Hologrammes en couleurs

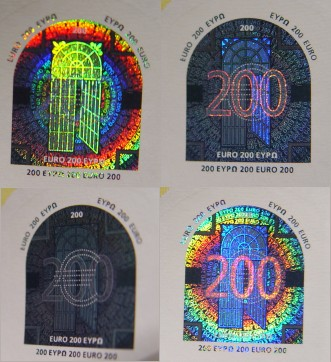
Hologramme sur un billet de 200 euros.

Les hologrammes sont en général monochromatiques, étant produits par un laser. Des hologrammes en plusieurs couleurs ont été réalisés, d'abord par un laboratoire russe [Quand ?], puis surtout, en grandes dimensions, par l'ingénieur français Yves Gentet depuis 1995. Les plus connus sont ceux visibles sur les billets de banque européens.

## Formalisme succinct pour l'enregistrement et la lecture
En un point du support photographique, l'éclairement {\displaystyle E} est :
{\displaystyle E=(O+R)(O+R)^{*}}
où {\displaystyle O} est l'amplitude complexe de l'onde objet et {\displaystyle R} celle de l'onde de référence. Cette expression de l'éclairement tient compte de l'interférence entre les deux ondes mises en jeu. Toutes les grandeurs considérées dépendent du point de l'hologramme considéré, i.e de la variable d'espace {\displaystyle {\vec {r}}}.
Prenons l'hypothèse simple d'un hologramme fonctionnant en transmission, dont la transmittance est simplement proportionnelle à l'éclairement :
{\displaystyle t=A*E=A*(OO^{*}+RR^{*}+OR^{*}+RO^{*})}
Lorsqu'on vient relire cet hologramme avec une onde de lecture égale à l'onde de référence {\displaystyle R}, on obtient une onde diffractée dont l'amplitude complexe {\displaystyle U} est donnée par :
{\displaystyle U=t*R=A*[O+2*R+RO^{*}R]}.
Sont considérées ici des ondes d'amplitude unitaire, c'est-à-dire {\displaystyle OO^{*}=1} et {\displaystyle RR^{*}=1}.
Les trois termes explicités :
1. Le premier terme {\displaystyle O} est la restitution de l'onde objet (ordre +1 de diffraction)
2. Le deuxième terme {\displaystyle 2*R} est l'ordre 0 de diffraction (transmission de l'onde de lecture {\displaystyle R})
3. Le troisième terme est l'onde objet conjuguée (ordre -1 de diffraction)

La perception de l'objet par l'observateur se fait grâce au premier terme.

## Types d'hologrammes
On distingue trois types de support holographiques :
1. Les supports minces
2. Les hologrammes à modulation de la surface, tels que les hologrammes arc-en-ciel présentant un effet miroir, ou les caméras holographiques sans effet miroir
3. Les hologrammes de volume (dans des matériaux photoréfractifs par exemple)

On distingue également deux types de fonctionnement d'hologramme. Si l'onde de référence et l'onde objet sont du même côté par rapport au support holographique lors de l'enregistrement, on parle d'hologramme par transmission. Dans le cas contraire il s'agit d'hologramme par réflexion.

## Holographie numérique
Depuis 2009, une nouvelle branche de l'holographie s'est développée : l'holographie numérique. Grâce aux progrès dans le domaine des caméras numériques et celui des ordinateurs, il est maintenant possible d'enregistrer un hologramme sur une caméra numérique, et de reconstruire l'objet numériquement en simulant le processus d'illumination de l'hologramme avec une « onde de référence numérique ».
Cette idée a été proposée pour la première fois en 1967 par J.W. Goodman et R.W. Laurence dans l'article Digital image formation from electronically detected holograms. Ils enregistraient encore l'hologramme sur une plaque photographique, mais ils l'échantillonnaient de manière numérique afin de reconstruire l'objet numériquement. L'holographie numérique complète dans le sens de l'enregistrement et de la reconstruction a été effectuée tout d'abord par O. Coquoz et al. (O. Coquoz et al., Numerical reconstruction of images from endoscopic holograms, présenté à la 14e Annual International Conference of the IEEE - EMBS, Paris, IEEE, pp. 338-339, 1992) puis par U. Schnars et W. Jüptner en 1994 quand ils ont introduit une caméra CCD comme support d'enregistrement. En 1999, Cuche et al. ont appliqué l'holographie numérique à la microscopie et ont démontré que, à partir d'un unique hologramme numérique, on peut mesurer les valeurs quantitatives de l'amplitude et de la phase d'une onde, avec une résolution latérale de l'ordre du micromètre (semblable à la microscopie classique) et surtout avec une résolution axiale de l'ordre du nanomètre en profilométrie,. Depuis cette date, de nombreux groupes à travers le monde travaillent sur le sujet de l'holographie numérique.
L'avantage de cette technique est la possibilité d'enregistrer des hologrammes à fréquences vidéo et donc d'obtenir des vues tridimensionnelle quantitatives d'objets en temps réel. De plus, il a été montré qu'avec l'introduction d'objectifs de microscopes, il est possible de représenter quantitativement la forme d'objets microscopiques comme des cellules. Enfin, comme le processus de reconstruction se fait numériquement, il est possible d'appliquer des traitements numériques sur l'hologramme ou dans le processus afin d'améliorer la qualité des images, de changer la position du plan de reconstruction ou encore de compenser les aberrations.
La reconstruction numérique d'hologramme repose en général sur le modèle de diffraction de Fresnel.

## Applications

### Imagerie holographique
- Hologrammes d'objets rares ou fragiles exposés dans les musées ;
- Publicité ;
- Industrie des loisirs (jeux, souvenirs, etc.) ;
- Art : Dali, Michael Snow, Jean Gilles, Margaret Benyon, Pascal Gauchet, Dominique Mulhem;
- Recherche biomédicale (microscopie holographique).

### Protection
- Protection contre les contrefaçons (hologramme de sécurité) : cartes bancaires, passeports, cartes d'Identité, visas, billets de banque, etc. ;
- Surveillance d'accès (badges holographiques).

### Stockage d'information
L'holographie de volume par exemple permet d'enregistrer un très grand nombre d'images dans un volume restreint. En théorie, une telle mémoire optique permettrait de stocker environ 1014 bits par cm3 (100 Tbit/cm3 ou 12,5 To/cm3).

### Lecture
L'holographie permet par exemple de remplacer un écran et de percevoir un film ou une émission en 3D.

### Contrôle et mesure
Positionnement tridimensionnel de petit objet (de l'ordre de 10 à 100 fois la longueur d'onde de la référence). Cette technique est notamment utilisée pour la localisation de traceur dans un jet en mécanique des fluides. L'avantage de cette méthode est qu'elle ne nécessite qu'un seul capteur pour un positionnement 3D (donc moins de calibration).
L'interférométrie holographique permet, en comparant l'hologramme d'un objet dans un état donné à l'hologramme de cet objet ou à l'objet lui-même dans un autre état, de mesurer et déceler les défauts de structures ou d'endurance. On obtient un résultat similaire au moiré : l'écart entre l'objet et l'image génère des franges claires et sombres.
L'interférométrie holographique s'utilise aussi pour étudier les liquides transparents, il permet d'y cartographier les évolutions de température ou de concentration via les changements d'indice de réfraction du liquide.